# ناحیه گالی (آبخازیا)
ناحیه گالی (به لاتین: Gali District) یک منطقهٔ مسکونی در Republic of Abkhazia است که در Republic of Abkhazia واقع شده‌است. ناحیه گالی ۵۱۸ کیلومتر مربع مساحت و ۳۰٬۳۵۶ نفر جمعیت دارد.